# 外阴疼痛
外阴疼痛（英語：Vulvodynia），是一种慢性疼痛症状，主要影响妇科外阴部位，而引发症状的原因未明。症状通常为灼烧和瘙痒等。
推测的病发原因通常与遗传学、免疫学和饮食有关系。治疗方式有很多种，但没有一项是最有效的，通常的方式包括有外阴保护、饮食调整、止痛、咨询等。